# Attilio Veroni
Attilio Veroni (Figline Valdarno, 31 luglio 1908 – Figline Valdarno, 26 giugno 1983) è stato un calciatore italiano, di ruolo attaccante.

## Caratteristiche tecniche
Giocò nel ruolo di ala sinistra.

## Carriera
Proveniente dal Milan riserve è ceduto alla Vogherese dove disputa solo la stagione 1929-1930, poi giocò in Serie A con la Pro Patria. Militò poi nel Lecco e nel Falck di Sesto San Giovanni.

## Palmarès

### Club

#### Competizioni nazionali
- Prima Divisione: 2

Seregno: 1931-1932
Acciaierie Falck: 1934-1935